# 나가하마성

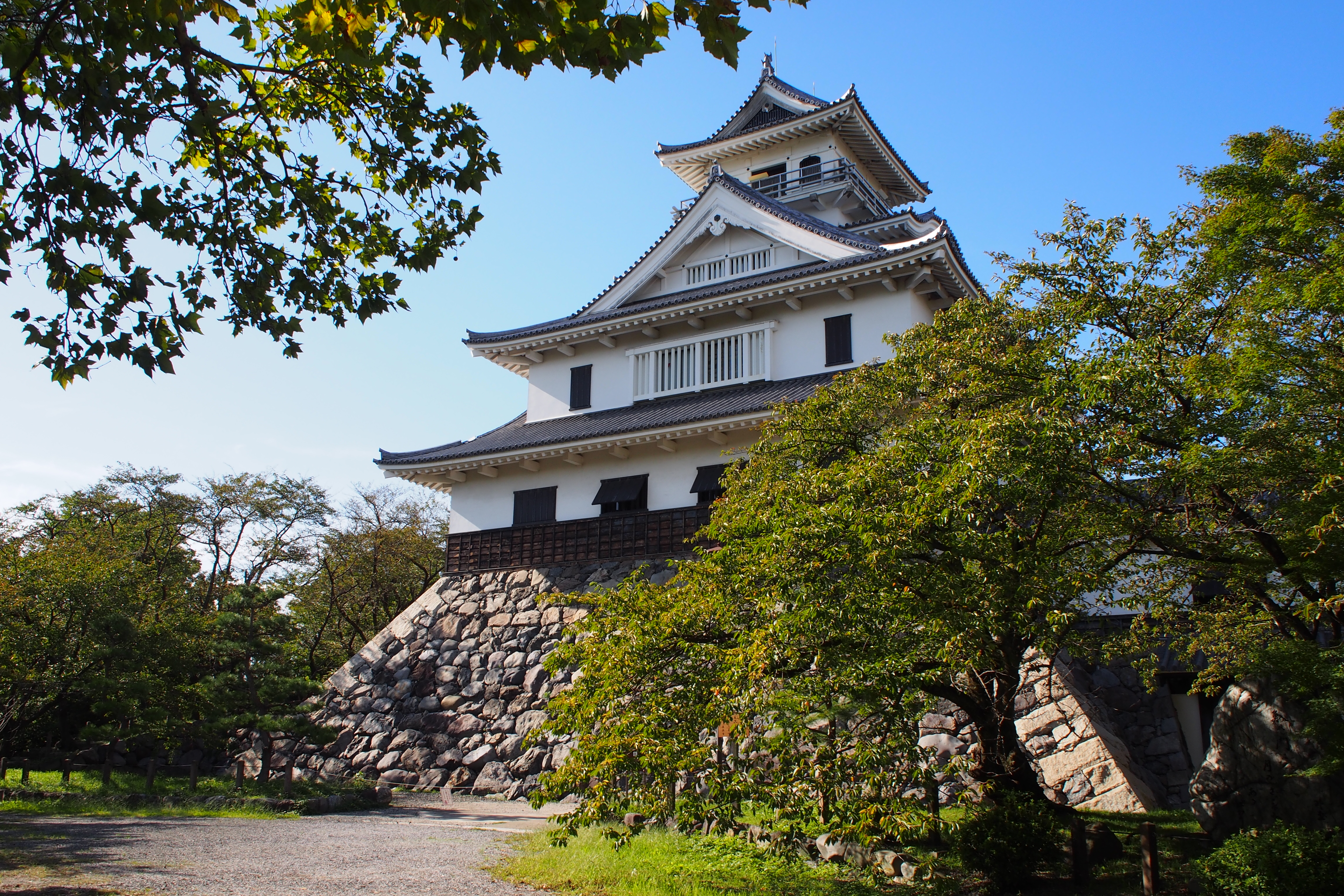
역사박물관

나가하마성(일본어: 長浜城 나가하마조[*])은 시가현 나가하마시 고엔 정에 있었던 평성으로, 본래의 이름은 이마하마성(今浜城)이며 도요토미 히데요시의 거성으로 알려져 있다. 시바 료타로의《공명의 갈림길》의 주인공 지요의 남편 야마우치 가즈토요의 거성이기도 했다.

## 역사

### 아즈치모모야마 시대
1573년 하시바 히데요시(후일 도요토미 히데요시)가 오미국 북부의 다이묘 아자이 나가마사 공격의 공으로 오다 노부나가로부터 아자이 가문의 옛 영지를 배령 받은 후, 비와호 호변 이마하마(今浜)에 새로이 성을 쌓고 나가하마(長浜)라 명명했다. 이때 성의 부재는 아자이 가문의 거성인 오다니성의 자제를 사용했다고 한다. 또, 은밀히 지쿠부 섬에서 목재를 벌목해 사용했다고 한다.
1575년 ~ 1576년 무렵 성이 완공되었고, 성하 마을 조성을 위해 오다 성 주변의 마을 주민을 이주시켰다. 나가하마 성은 히데요시가 처음 축성한 거성이었고, 성하 마을 조성에 대한 그의 안목을 눈여겨 볼 수 있는 곳이기도 하다. 혼노지의 변 이후, 오다 가문의 후계자 및 영지 재분배를 위해 열린 기요스 회의 결과, 나가하마 성은 시바타 가쓰이에의 조카 시바타 가쓰토요에게 돌아가게 된다. 하지만, 곧 시바타 가쓰이에와 하시바 히데요시는 대립하였고, 시즈가타케 전투 이후, 정권을 장악한 히데요시에 의해 성은 그의 가신 야마우치 가쓰토요에게 주었다. 1590년 히데요시의 오다와라 정벌 후, 야마우치 가쓰토요는 가케가와 성주로 부임해 이 지역을 떠난 뒤, 성은 사용되지 않았다.

### 에도 시대
1605년 나이토 노부나리가 성주 부임하여 입성한다. 이후, 그의 아들 나이토 노부마사 대까지 성이 존속했지만, 1615년 성은 폐성되고 성의 부재는 이이 가문의 히코네성 축조에 사용되었다. 히코네 성의 덴빈 망루(天秤櫓)는 나가하마 성의 것을 이축한 것이라고 한다. 이름 그대로 천칭처럼 망루는 양쪽에 배치되어 균형이 잡힌 모습이다. 그 외에도 나가하마 성문은 나가하마 시내 사찰 여기 저기에 이축되어 있다. 오테 문은 다이쓰지의 다이도코로 문, 가라메테 문은 지젠인의 정문으로 사용되고 있다.

### 현재
1983년 이누야마성, 후시미성의 천수를 모델로 천수 재건해 시립 나가하마 성 역사박물관으로 사용되고 있다.

## 관광
교통
- JR 서일본 나가하마역에서 하차, 도보로 5분소요.
- 호쿠리쿠 자동차 도로, 나가하마 나들목에서 차로 15분소요.

주변 문화시설 및 관광명소
- 나가하마 항
- 도요 공원
- 나리타 미술관
- 게이운칸 - 일본 정원
- 나가하마 철도 스퀘어 - 철도관련 전시시설
- 나가하마 문화예술회관